# Marie Marimon
Marie Marimon (París, 19 de desembre de 1835 - 1923) fou una soprano parisenca.
Estudià en la seva vila natal amb el tenor Gilbert Duprez i debutà el 1860 en el Théâtre Lyrique i en l'Opéra-Comique, més tard passà a Brussel·les, Lió, Marsella, Londres i els Estats Units com a cantant lleugera. El 1860 creà al rol de Maïma, la jove florista de l'òpera Barkouf del seu compatriota Jacques Offenbach i el 1869 també actuà en l'estrena d'Une follie à Rome, del compositor napolità Federico Ricci, i que es posà en escena en el teatre Fantaisies-Parisiennes.
Assolí nombrosos èxits en aquest teatre i en una gira que va fer per Bèlgica i els Països Baixos, com altra volta a Londres i Moscou i Sant Petersburg. Actuà altra vegada a Amèrica, i al retornar a Europa, tornà a Anglaterra, reapareixent al Théâtre Lyrique de la Gaîté, en 1876.
Marie es retirà de l'escena 1884. I poc temps més tard fundà una Acadèmia de cant.